# Alberto Jorge
Alberto Mario Jorge Espósito (Villa Maza, 1950. január 1. – 2024. szeptember 3.) argentin labdarúgó, középpályás.

## Pályafutása

### Játékosként
1970 és 1975 között a Racing Club labdarúgója volt. 1975-től pályafutása végig Mexikóban játszott. 1975 és 1980 között a Club León, 1980 és 1982 között az Atlante, 1982 és 1984 között az Oaxtepec játékosa volt.

### Edzőként
2000-ben a Racing Club, 2002–03-ban a mexikói Toluca, 2009–10-ben a guatemalai Xelajú vezetőedzője volt. A Tolucával a 2002-es Apertura idényben bajnoki címet nyert.

## Sikerei, díjai

### Edzőként
Toluca
- Mexikói bajnokság
  - bajnok: 2002, Apertura